# Balatonrendes
Het dorp Balatonrendes ligt in Hongarije aan de noordwest-zijde van het Balatonmeer. Balatonrendes ligt op ong. 4 km ten oosten van Badacsony of ook Badacsonytomaj.
Bij Balatonrendes ontspringt bij de oever van het meer de Rákóczi-bron.
Niet ver ervandaan is het strandbad. Ook hier, zoals elders aan de noordkant van het meer, liggen er keien aan de oevers, maar hier en daar zijn er zandstrandjes. Het dorp heeft een aardige barokke kerk.
Ook hier stopt de stoomtrein die langs heel de omtrek van het Balatonmeer rijdt.